# Ithala Game Reserve
L'Ithala Game Reserve, con un'estensione di 290 km2, è una riserva naturale situata a nord della provincia di KwaZulu-Natal, a circa 400 km a nord di Durban. Si tratta di uno dei più giovani parchi naturali del Sudafrica. L'altitudine varia dai 400 m (Fiume Pongola) ai 1450 m (Montagne Ngotshe), c'è così un paesaggio molto variegato che si estende su pianure e valli fluviali ricche di vegetazione fino ad altipiani e  praterie, creste e pareti rocciose.
Tutte le specie di animali grande taglia, sono state reintrodotte con l'eccezione del leone.

## Storia
Nel tardo Ottocento la terra è stata donata dal re Dinizulu ad agricoltori europei.
Nel 1973 l'allora Natal Parks Board ha incominciato ad acquistare i territori attorno a quell'area, per costruire questa Riserva.

## Curiosità
Sul territorio della riserva di Ithala si trovavano due miniere d'oro, ormai esaurite.